# 18434 Майксендрес
18434 Майксендрес (18434 Mikesandras) — астероїд головного поясу, відкритий 12 березня 1994 року.
Тіссеранів параметр щодо Юпітера — 3,338.